# Scaldis (fiets- en motorfietsmerk)
Scaldis is een Belgisch historisch merk van fietsen en motorfietsen.
Deze werden geproduceerd door Fabrique des Cycles et Motos Scaldis S.A. Anvers van 1913 tot 1919.
Dit bedrijf werd in 1889 door Jos van der Wielen opgericht als rijwielfabriek en handel in fietsonderdelen. Hij produceerde vanaf 1913 motorfietsen met Motosacoche- en Zedel-inbouwmotoren. Deze motorfietsen werden ook als bouwpakket aangeboden.
In 1914 verscheen kwam er een 750 cc V-twin. De productie van motorfietsen werd tijdens de Eerste Wereldoorlog niet gestaakt. Er kwamen zelfs nog nieuwe modellen uit. Kort na een verhuizing in 1919 werd de productie van motorfietsen gestaakt, maar de fietsen bleven in productie.
Het oorspronkelijke bedrijfsgebouw staat nog in de Bleekhofstraat in Antwerpen.